# Ulica Stefana Batorego w Prudniku
Ulica Stefana Batorego – jedna z głównych ulic Prudnika. Ulica ta razem z ulicami Tadeusza Kościuszki, Armii Krajowej i Powstańców Śląskich, stanowi drogę wyjazdową z Prudnika na północ (w ciągu drogi krajowej nr 40).
Dawniej ulica nosiła nazwę Niedervorstadt.